# Vatra
Vatra byl český spolkový časopis pro členy Ligy lesní moudrosti. Šlo o první woodcrafterský časopis, který začal vydávat Prof. Miloš Seifert počátkem roku 1922 pro Zálesáckou Ligu Československou – Československou Obec Junáckou Psohlavců a Horních Chlapců. Organizace v průběhu let měnila svůj název a také název spolkového časopisu.

## Obsah
Jeho hlavním cílem bylo předávat aktuální informace členům organizace i veřejnosti, vzdělávat ji a sloužit k osvětě. Miloš Seifert jako přírodovědec kladl v obsahu časopisu důraz nejen na ideu woodcraftu, ale také na ekologii. Časopis měl profesionální úroveň a na jeho obsahu se podíleli významní čeští spisovatelé a pedagogové. V prvním ročníku vyšlo celkem 10 čísel, které časopis vyzvedly mezi nejlepší spolkové časopisy vůbec. Později se z finančních důvodů musela redakce uskromnit a vydávala pouze 4–6 čísel ročně. Vatra vycházela poměrně pravidelně do roku 1929, kdy zela došly finance. V roce 1934 vyšlo ještě jedno číslo Vatry jako ročenka; tím se etapa oficiálního vydávání tohoto woodcrafterského časopisu uzavřela.
V sedmdesátých letech 20. století existovalo woodcrafterské hnutí v Československu pouze ilegálně. Jednou z vůdčích osobností tzv. Klubů Lesní moudrosti byl Vladimír Oborský, který v té době vydal samizdatově několik čísel časopisu pod názvem Vatra. Dvě mimořádná čísla Vatry vydal samizdatově také Jan Šimsa u příležitosti 70. a 80. narozenin své matky Marie roz. Kohoutkové. Všechna čísla byla v té době rozmnožena cyklostylem.